# Ravinder N. Maini
Pour les articles homonymes, voir Maini.
Ravinder Nath Maini (né le 17 novembre 1937) est un rhumatologue et universitaire britannique d'origine indienne qui est professeur émérite à l'Imperial College de Londres. Il a dirigé l'Institut Kennedy de rhumatologie.

## Biographie
Maini est né à Ludhiana, Punjab, Inde britannique, de Sir Amar Maini, avocat d'origine kenyane et homme politique ougandais, et de sa femme, Sam Saheli Mehra. Son frère cadet est l'universitaire Yoginder Nath Tidu Maini. Ravinder obtient son baccalauréat au Sidney Sussex College de Cambridge. Dans les années 1980, Maini et son collègue Marc Feldmann identifient le TNF alpha comme une cytokine clé dans le processus de la polyarthrite rhumatoïde.
En 2000, Maini reçoit le prix Crafoord, en 2002, le Prix Cameron de thérapeutique de l'Université d'Édimbourg. En 2003, il est fait chevalier et reçoit le Prix Albert-Lasker pour la recherche médicale clinique et le Prix Fothergillian en 2004, de la London Medical Society. En 2007, il est élu membre de la Royal Society et reçoit en 2008 le Prix du Dr Paul Janssen pour la recherche biomédicale avec Marc Feldmann. En 2010, il obtient le Prix Ernst Schering de la Fondation allemande Schering avec Marc Feldmann.
Il est membre honoraire de la British Society for Immunology.